# Dmîtrivka, Velîka Lepetîha
Dmîtrivka (în ucraineană Дмитрівка) este un sat în comuna Mala Lepetîha din raionul Velîka Lepetîha, regiunea Herson, Ucraina.

## Demografie
Componența lingvistică a localității Dmîtrivka
     Ucraineană (95,45%)
     Rusă (4,55%)
Conform recensământului din 2001, majoritatea populației localității Dmîtrivka era vorbitoare de ucraineană (95,45%), existând în minoritate și vorbitori de rusă (4,55%).